# Hylopedetes punctatus
Hylopedetes punctatus is een rechtvleugelig insect uit de familie veldsprinkhanen (Acrididae). De wetenschappelijke naam van deze soort is voor het eerst geldig gepubliceerd in 2005 door Rowell & Bentos-Pereira.